# La Machi Comunicación para Buenas Causas
La Machi Comunicación para Buenas Causas es una agencia de comunicación argentino española creada en 2012. Está especializada en derechos humanos, cultura cívica, valores religiosos y ecología. Tiene oficinas en Barcelona, Buenos Aires y Roma.
Dentro de los premios recibidos, ha sido seleccionada como Mejor PyME Internacional de Marketing por la Asociación Argentina de Marketing en 2015 y 2016, y en 2018 fue seleccionada como Mejor Agencia Social de España, según el Ranking FICE.